# Marvin Mandel
Marvin Mandel (ur. 19 kwietnia 1920 w Baltimore, zm. 30 sierpnia 2015 w Hrabstwie St. Mary’s) – amerykański polityk, członek Partii Demokratycznej. W latach 1969–1979 pełnił funkcję gubernatora stanu Maryland.